# Estádio José Arcanjo
Das Estádio José Arcanjo ist ein Fußballstadion mit Aschenbahn in der portugiesischen Stadt Olhão, Distrikt Faro, in der Region Algarve. Es wurde 1984 eröffnet. Auf der Anlage trägt der Fußballverein SC Olhanense seine Heimspiele aus. Das Eröffnungsspiel verlor der SC mit 0:4 gegen den Portimonense SC. Die Sportstätte bietet 5.661 Plätze. Es besteht aus zwei Tribünen längs des Spielfelds; die beide unüberdacht sind. 
Als der SC Olhanense Mitte der 1970er Jahre in die erste Liga aufstieg begann man sich Gedanken über ein neues Stadion zu machen, da das 1923 eröffnete Estádio Padinha veraltet war. Die wohlhabende Familie Arcanjo aus Olhão überließ dem Verein das Land zum Bau. Mit dem Bau begann man in den 1970er Jahren, doch erst 1984 wurde es fertiggestellt.  